# Serafin (Gołubiatnikow)
Serafin, imię świeckie Siergiej Gieorgijewicz Gołubiatnikow (ur. 1856 w ujeździe Zadonskim, zm. 1921) – rosyjski biskup prawosławny.

## Życiorys
Był synem kapłana prawosławnego. Ukończył seminarium duchowne w Woroneżu, po którym miał zamiar podjąć studia medyczne. Plany te udaremniła śmierć ojca. Od 1879 do 1881 pracował jako nauczyciel szkół ludowych. 2 sierpnia 1881 jako mężczyzna żonaty został wyświęcony na kapłana i objął parafię we wsi Bałabinskij w guberni dońskiej. Po czterech latach przeniesiony do parafii w Turowskim chutorze. W 1890 zmarła jego żona.
W 1895 rozpoczął studia teologiczne w Moskiewskiej Akademii Duchownej, które w 1899 ukończył z tytułem kandydata nauk teologicznych. 9 października tego samego roku został postrzyżony na mnicha i skierowany do Monasteru Czudowskiego w Moskwie. Następnie od 1900 do 1905 był przełożonym Monasteru Wysoko-Pietrowskiego z godnością archimandryty.
13 grudnia 1904 został nominowany na biskupa możajskiego, wikariusza eparchii moskiewskiej. 2 grudnia 1905 miała miejsce jego chirotonia biskupia, która odbyła się w soborze Zaśnięcia Matki Bożej na Kremlu moskiewskim, z udziałem konsekratorów: metropolity moskiewskiego Włodzimierza, biskupów wołokołamskiego Eudokima, sierpuchowskiego Nikona, bałachińskiego Izydora i emerytowanego biskupa Nataniela. Od 1906 był przełożonym monasteru św. Sawy Storożewskiego. Przebywając w Moskwie zaczął działać w rosyjskich organizacjach nacjonalistycznych i monarchistycznych.
W 1908 objął katedrę podolską i bracławską, zaś w latach 1914-1917 był biskupem jekaterynburskim i irbickim. Protestował przeciwko upadkowi caratu i wezwał wiernych do nieuznawania Rządu Tymczasowego. W 1917 zjazd duchowieństwa eparchii jekaterynburskiej ogłosił usunięcie go z katedry, w związku z czym przeszedł w stan spoczynku. Jako miejsce jego przebywania wskazano moskiewski Monaster Nowospasski. W 1918 klasztor ten został zlikwidowany i zamieniony na więzienie, w którym osadzono również biskupa Serafina. Istnieje wersja, według której w 1921 został rozstrzelany w więzieniu.